# Trzebieszów (gmina)
Trzebieszów – gmina wiejska w województwie lubelskim, w powiecie łukowskim. W latach 1975–1998 gmina położona była w województwie siedleckim.
Siedziba gminy to Trzebieszów.
Według danych z 31 grudnia 2007 gminę zamieszkiwało 7559 osób.

## Ochrona przyrody
Na obszarze gminy znajduje się rezerwat przyrody Kania chroniący wielogatunkowy las liściasty, w tym rzadkie na terenie Polski zbiorowiska dębniaka turzycowego.

## Struktura powierzchni
Według danych z roku 2002 gmina Trzebieszów ma obszar 140,45 km², w tym:
- użytki rolne: 80%
- użytki leśne: 14%

Gmina stanowi 10,07% powierzchni powiatu.

## Demografia

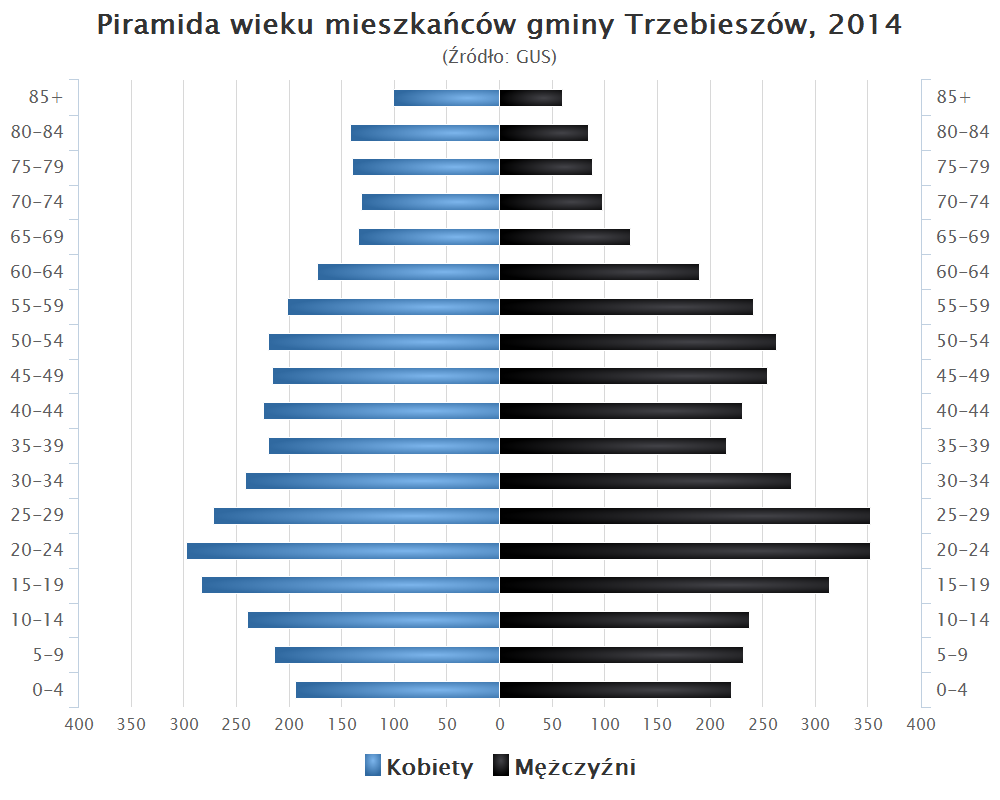
Piramida wieku mieszkańców gminy Trzebieszów w 2014 roku

Dane z 31 grudnia 2007:
| Opis                              | Ogółem | Ogółem | Kobiety | Kobiety | Mężczyźni | Mężczyźni |
| --------------------------------- | ------ | ------ | ------- | ------- | --------- | --------- |
| jednostka                         | osób   | %      | osób    | %       | osób      | %         |
| populacja                         | 7559   | 100    | 3715    | 49      | 3884      | 51        |
| gęstość zaludnienia (mieszk./km²) | 54,2   | 54,2   | 26,5    | 26,5    | 27,6      | 27,6      |

## Sołectwa
Celiny, Dębowica, Dębowierzchy, Gołowierzchy, Jakusze, Karwów, Kurów, Leszczanka, Mikłusy, Nurzyna, Płudy, Popławy-Rogale, Szaniawy-Matysy, Szaniawy-Poniaty, Świercze, Trzebieszów I, Trzebieszów II, Trzebieszów, Trzebieszów IV, Wierzejki, Wólka Konopna, Wylany, Zaolszynie, Zembry.

## Sąsiednie gminy
Kąkolewnica, Łuków, Międzyrzec Podlaski, Zbuczyn